# 鈴木みほ
鈴木 みほ（すずき みほ）は日本の女優。
東京都八王子市 出身。日本で映画、舞台、テレビなどで活躍後、海外に進出、カナダの芸能事務所に所属し、カナダ、アメリカの作品に出演し、現在は日本とカナダとを行き来して活動している。

## 人物
小学校から始めた新体操では、高校生大会で東京都優勝、テレビ信州杯優勝、全日本クラブ選手権6位入賞。
2011年8月21日、日本テレビ『24時間テレビ 「愛は地球を救う」』内にて「エビぞり卵運び」のギネス記録に挑戦し、ウクライナのタチアナ・タゾサンの持つそれまでの世界記録42秒を破る、27.4秒のギネス世界記録を打ち立てた。

## 出演歴

### 映画
- スケバン刑事 コードネーム=麻宮サキ（東映）
- 禊
- SAKAN
- ムスメのチチ（監督・脚本 小林勇太）
- Sorano Shitano Katamari
- Marshmallow x Pain
- a benchwarmer
- 牙狼-GARO- 〜蒼哭ノ魔竜〜
- BREATHE
- Summer leaf drop
- Cafe Mephisto
- DARC    Voice over
- シンクロナイズドモンスター （監督ナチョ・ビガロンド、主演アン・ハサウェイ）

### ドラマ
- The Man in the High Castle    Voice over
- 中居正広の金曜日のスマたちへ（TBSテレビ）
- タンブリング （TBSテレビ）2010年4月 - 6月　セミレギュラー

### テレビ
- 「ザ・ベストテレビ」（NHK） - プレゼンター 2008年6月
- ZIP!（日本テレビ）
- 24時間テレビ 「愛は地球を救う」（日本テレビ）
- シャキーン!（NHK）2012年7月3日

### CM
- NTTドコモ
- 三共
- ミニストップ G-DOG 2009年10月 - 2010年1月
- ドール「バナナ Doleマン〜ビジネス編〜」2010年4月 - 2011年1月
- ソフィ はだおもい
- General Electric　研究者役　 全米TV放送・映画館・Web公開

### モデル
- UrbanOutfitters（アーバンアウトフィッターズ）2011年1月
- LE SITE DU JAPON 2012年

### 舞台
- 清水邦夫の劇世界 「破れた魂に侵入」
- 「みほじとやえじは225」2007年12月
- 東京俳優市場2008秋 第2話『30minutes』2008年11月
- 野田地図「パイパー」（作・演出：野田秀樹）シアターコクーン 2009年1月 - 2月
- 近藤良平的ダンス革命！！リンゴ企画2010「立体絵本」-麗しき山羊- 2010年11月
- 「川と出会い」 演出 ブライアリー・ロング 2011年4月
- 「太陽がいっぱい」  2013年6月
- 「横濱と横浜とヨコハマとYokohama ~ 野毛編」　構成・演出：岸本佳子 2013年10月
- 「横濱と横浜とヨコハマとYokohama ~ 中華街編」　構成・演出：岸本佳子 2013年11月
- 「ハッチ2014」 MEN'S WORK 2014年2月
- 「FRIEND〜踊る戯曲〜」 原作／安部公房「友達」 振付・構成・演出 スズキ拓朗 2014年3月
- 「〒〒〒〒〒〒〒〒〒〒」 振付 スズキ拓朗 2014年8月3日（トヨタコレオグラフィーアワード 2014)
- Omotenashi   MIHYON-ICHI
- WALK THE TALK   Vancouver Fringe Festival 2016   SPIRIT OF THE FRINGE AWARD受賞
- CHAiroiPLIN 2017年12月新作公演  BALLO～ロミオとジュリエット～  演出・構成・振付スズキ 拓朗
- Omotenashi  Alien ver.      MIHYON-ICHI

### ミュージック・ビデオ
- The Belle Game: "River" 2013年10月    Prism Prize Audience Award 2013
- Crows in Tokyo   Glow and the forest